# Нуждин, Виктор Иванович
Виктор Иванович Нуждин (12 августа 1918, с. Елховка Самарской губернии— 23 июля 1994, Новосибирск) — советский и российский архитектор. Член Союза архитекторов СССР, ветеран труда. Автор проекта комплекса Новосибирской областной клинической больницы, пристройки к дому Сибревкома и ряда других зданий.

## Биография
В. И. Нуждин родился в с. Елховка Самарской губернии 12 августа 1918 года в семье зажиточных крестьян. Очень рано потерял отца и после окончания гражданской войны переехал жить к родной тёте Е. М. Нуждиной в Новониколаевск. Принимая во внимание социальное происхождение, для возможности поступления в ВУЗ, после окончания семилетки работал на заводе, где приобрёл квалификацию модельщика по дереву 6-го разряда, и учился на рабфаке в НИВИТе. В 1938 году поступил в НИСИ, который окончил с отличием в 1943 году по специальности «Архитектура». Дипломный проект был выполнен под руководством профессора НИСИ, известного сибирского архитектора А. Д. Крячкова.
После окончания вуза В. И. Нуждин более 35 лет работал в проектных организациях Новосибирска и прошел путь от архитектора до главного архитектора АПМ («Новосибгражданпроект», 1969—1975) и главного архитектора проектов («СибЗНИИЭП», 1975—1979).
В. И. Нуждин является автором и соавтором большого количества проектов возведенных зданий и сооружений в Западной Сибири, Кузбассе, на Алтае и в Новосибирске. Среди них комплекс зданий Государственной Новосибирской областной клинической больницы, новый корпус здания Сибревкома (в настоящее время, здание Новосибирского государственного художественного музея), корпус политехнического института в Томске, дворец физкультуры с плавательным бассейном в Прокопьевске, административно-производственное здание института «Кузбассгипрошахт», комплексы жилых домов в Новосибирске, Новокузнецке, Междуреченске и других городах.
В. И. Нуждин неоднократно участвовал и побеждал во Всесоюзных конкурсах проектов и награждался дипломами и почетными грамотами Союза архитекторов СССР, горисполкома и облисполкома Новосибирска.

## Награды
- За доблестный труд в Великой Отечественной войне 1941—1945 гг.
- За доблестный труд. В ознаменование 100-летия со дня рождения В. И. Ленина
- знаки «Стахановец», «За успехи в области архитектуры и строительства», «Отличник социалистического соревнования»

## Семья
Жена — Алла Ивановна Напольская (1918—2009); дети:
- Иван Викторочич Нуждин (1947—2015);
- Леонид Викторович Нуждин (род. 1957) — профессор НГАСУ (Сибстрин) и ПНИПУ, член РОМГГиФ, ISSMGE, UzGS, РОМГО и IGS — председатель Товарищества сибирских геотехников; заведовал кафедрой инженерной геологии, оснований и фундаментов НГАСУ (Сибстрин) (1999—2014).